# Thaumatoperla flaveola
Thaumatoperla flaveola is een steenvlieg uit de familie Eustheniidae. De wetenschappelijke naam van de soort is voor het eerst geldig gepubliceerd in 1957 door Burns & Neboiss.